# Сипса
Сипса — река в России, протекает по Мамадышскому району Республики Татарстан. Правый приток реки Ошма, бассейн Камы.

## География
Сипса начинается в урочище Демьяновка юго-западнее села Нижняя Ошма. Течёт на юго-восток, на правом берегу расположена деревня Максимов Починок. Там поворачивает на северо-восток, на левом берегу деревня Каменный Починок, напротив неё на правом — Беляев Починок. В селе Красная Горка, фактически на западной окраине города Мамадыш, впадает в Ошму в 4,3 км от устья последней. Длина реки составляет 16 км.

## Данные водного реестра
По данным государственного водного реестра России относится к Камскому бассейновому округу, водохозяйственный участок реки — Вятка от города Вятские Поляны и до устья, речной подбассейн реки — Вятка. Речной бассейн реки — Кама.
Код объекта в государственном водном реестре — 10010300612111100040769.